# تپه ایلانی داغ
تپه ایلانی داغ مربوط به اوایل هزاره اول قبل از میلاد است و در شهرستان نمین، بخش ویلکیج، روستای ایریل واقع شده و این اثر در تاریخ ۱۷ اسفند ۱۳۸۱ با شمارهٔ ثبت ۷۵۱۳ به‌عنوان یکی از آثار ملی ایران به ثبت رسیده است.